# Space Pirate Captain Herlock - The Endless Odyssey
Space Pirate Captain Herlock - The Endless Odyssey (宇宙海賊キャプテンへーロック - The Endless Odyssey?, Uchū kaizoku Captain Herlock - The Endless Odyssey) è una serie anime in 13 OAV del 2002 prodotta dalla Madhouse, e diretta da Rintarō, libera rivisitazione dell'universo immaginario di Leiji Matsumoto, come testimoniato dalla storpiatura in Captain Herlock del celebre personaggio di Matsumoto, Capitan Harlock.
In Giappone è stato inizialmente distribuito in DVD dal 21 dicembre 2002 al 21 dicembre 2003 e successivamente trasmesso su reti televisive, inclusa la Nippon Television, dall'8 ottobre al 31 dicembre 2003.

## Trama
Dopo la strenua battaglia contro Mazone, Harlock lasciò la Terra insieme a Meeme, scomparendo dalle vite delle persone. Gli altri membri dell'equipaggio dell'Arcadia, esclusi i due e il loro pappagallo, intrapresero strade separate dopo essersi separati da Harlock sulla Terra.
La storia inizia con l'arresto da parte dell'agenzia di sicurezza spaziale di un piccolo gruppo di pirati spaziali autonomamente formato da uno degli ex membri dell'equipaggio, Kei Yuki.
Sul pianeta colonizzato K-12, noto come "il pozzo", situato a distanza siderale dalla Terra, Tadashi Daiba conduce una vita difficile, in una società rigidamente controllata. Una notte, Tadashi trova suo padre assassinato e quattro individui chiamati "Nu" nella sua casa. Mentre uno dei Nu sta per uccidere Tadashi cosicché non possa più parlare, Harlock interviene con la sua spada gravitazionale.
"L'uomo vero deve salire a bordo della mia nave," disse Harlock mentre se ne andava.

## Episodi
| Nº          | Titolo italiano Giapponese 「Kanji」 - Rōmaji | Pubblicazione     | Pubblicazione |
| Nº          | Titolo italiano Giapponese 「Kanji」 - Rōmaji | Giapponese        |               |
| 1st VOYAGE  | Il blues del cumulo dei rifiuti 「はきだめのブルース」 - hakidameno burusu | 21 dicembre 2002  |               |
| 2nd VOYAGE  | Per chi dorme l'amico 「誰がために友は眠る」 - darega tameni tomo ha nemuru | 22 gennaio 2003   |               |
| 3rd VOYAGE  | La voce che grida Noo da lontano 「はるかなるヌーの呼び声」 - harukanaru nu no yobigoe                                                                                         | 21 febbraio 2003  |               |
| 4th VOYAGE  | La scommessa dei 30 secondi di Yattaran 「ヤッタラン・30秒の賭け」 - yattaran. 30 byō no kake                                                                                  | 21 marzo 2003     |               |
| 5th VOYAGE  | Il campo di battaglia sul pianeta della lapide 「戦場は墓標の星に」 - senjō ha bohyō no hoshi ni                                                                               | 23 aprile 2003    |               |
| 6th VOYAGE  | Un sorriso gentile sul teschio del ricordo 「追憶の髑髏は優しく嗤う」 - tsuioku no dokuro ha yasashi ku shi u                                                                  | 21 maggio 2003    |               |
| 7th VOYAGE  | La luna aspetta nel luogo della promessa 「約束の地に月は待つ」 - yakusoku no chi ni gatsu ha matsu                                                                            | 25 giugno 2003    |               |
| 8th VOYAGE  | Il castello maligno del pianeta degli estinti 「死滅の星の魔城」 - shimetsu no hoshi no ma shiro                                                                               | 24 luglio 2003    |               |
| 9th VOYAGE  | Amico mio, alla fine dei meandri oscuri dell'anima 「友よ。魂の深き闇の果てに」 - tomo yo. tamashii no fukaki yami no hate ni                                                  | 21 agosto 2003    |               |
| 10th VOYAGE | Kei - Illusione 「蛍・幻想」 - hotaru. gensō | 25 settembre 2003 |               |
| 11th VOYAGE | L'universo che trema 「震える宇宙」 - furue ru uchū | 22 ottobre 2003   |               |
| 12th VOYAGE | L'anima va alla deriva agli estremi confini, senza alcuna parola d'addio 「さいはてに魂は流れる。別れに言葉もなく」 - saihateni tamashii ha nagare ru. wakare ni kotoba monaku | 21 novembre 2003  |               |
| 13th VOYAGE | ... Confini 「…涯」 - ... gai | 21 dicembre 2003  |               |

## Personaggi
| Personaggi             | Voce giapponese    | Voce italiana             |
| ---------------------- | ------------------ | ------------------------- |
| Capitan Herlock        | Kōichi Yamadera    | Alessandro Maria D'Errico |
| Tadashi Daiba          | Tomokazu Seki      | Leonardo Graziano         |
| Kei Yuki               | Rei Sakuma         | Debora Magnaghi           |
| Dottor Zero            | Nachi Nozawa       | Riccardo Rovatti          |
| Mimeh                  | Yūko Minaguchi     | Marcella Silvestri        |
| Shizuna Namino         | Emi Shinohara      | Elisabetta Spinelli       |
| Ufficiale Irita        | Norio Wakamoto     | Marco Balzarotti          |
| Regina delle Rovine    | Mami Koyama        | Patrizia Salmoiraghi      |
| Yattaran               | Naoki Tatsuta      | Riccardo Peroni           |
| Nana                   | Fumiko Orikasa     | Tosawi Piovani            |
| Prof. Daiba            | Katsunosuke Hori   | Maurizio Scattorin        |
| Noo                    | Rokurō Naya        | Patrizio Prata            |
| Noo                    | Minami Takayama    | Marco Pagani              |
| Noo                    | Keiji Fujiwara     | Cristina Giolitti         |
| Noo                    | Wataru Takagi      | Marco Balbi               |
| Onizuka                | Ryûzaburô Ôtomo    | Mario Zucca               |
| Sabu                   | Hisao Egawa        | Diego Sabre               |
| Yasu                   | Toshihiko Nakajima | Daniele Demma             |
| Capitano               | Tosuke Akimoto     | Antonio Paiola            |
| Principessa della Luna | Mami Koyama        | Maddalena Vadacca         |
| Primo Ministro         | Hiroshi Otake      | Antonio Paiola            |
| Speaker                |                    | Dario Oppido              |

## Edizione italiana
- Edizione italiana: Shin Vision (2007)
- Doppiaggio italiano: Studio Sample
- Direzione del doppiaggio: Patrizia Salmoiraghi
- Fonico di doppiaggio: Gabriele De Rossi
- Coordinamento del doppiaggio: Giuseppe Franchi
- Traduzione dal giapponese: Massimo Guerini
- Dialoghi italiani: Alessandro Trombetta
- Consulenza per i dialoghi: Associazione "Hoshi no Senshi"
- Consulenza artistica: Lidia Rigotto, Laura Rigotto
- Consulenza scientifica: Marco Zannini, Stefano Zannini, Andrea Controzzi, Fabrizio Leporini, Gianni Ceccarelli
- Consulenza militare: Andrea Controzzi
- Consulenza linguistica: Elena Bellucci
- Assistente al doppiaggio: Gianmarco Ceconi[1]